# La Chapelle-Vaupelteigne
La Chapelle-Vaupelteigne is een gemeente in het Franse departement Yonne (regio Bourgogne-Franche-Comté) en telt 88 inwoners (2009). De plaats maakt deel uit van het arrondissement Auxerre.

## Geografie
De oppervlakte van La Chapelle-Vaupelteigne bedraagt 5,0 km², de bevolkingsdichtheid is dus 17,6 inwoners per km².
De onderstaande kaart toont de ligging van La Chapelle-Vaupelteigne met de belangrijkste infrastructuur en aangrenzende gemeenten.

## Demografie
Onderstaande figuur toont het verloop van het inwonertal (bron: INSEE-tellingen).